# Metone (ninfa)
Metone (dal greco Μεθώνη, lat. Methōne) secondo la mitologia greca è una delle sette ninfe figlie del gigante Alcioneo, dette "alcionidi" e le altre sei sono Alcippe, Antea, Asteria, Ctonia, Drimo e Pallene.

## Mitologia
(Lessico Suda al lemma Giorni di Alcione)
Quando il padre Alcioneo fu ucciso da Eracle, Metone si gettò in mare assieme alle sorelle, venendo trasformata da Anfitrite in un uccello alcionide.
La tradizione attribuisce a Metone i seguenti figli:
- Eagro,[4] dal marito Pierio (re della Pieria);[5]
- Salamina, dal fiume Asopo;[6]
- Sinope, dal fiume Asopo;[7]
- Filottete, da Peante;[8] Filottete è l'eroe cantato da Sofocle grazie a cui fu presa Troia (ma un'altra tradizione lo vuole figlio di Demonassa[9]).

La ninfa è associata alle fontane, alle sorgenti e all'omonimo ex-comune Metone, nella Grecia settentrionale.

## Astronomia
Dal personaggio mitologico prende il nome il satellite Metone di Saturno.